# Boscona
Boscona è una località del comune italiano di Colle di Val d'Elsa, nella provincia di Siena, in Toscana.

## Geografia fisica
La località di Boscona si presenta come un piccolo borgo rurale, situato a sud-ovest del capoluogo comunale, lungo la strada provinciale che collega Colle con Casole d'Elsa. Confina a nord con Le Grazie e Sant'Andrea, ad est con Gracciano e la zona dell'Agrestone, a sud con Quartaia e ad ovest con Coneo e Campiglia. Boscona comprende anche il piccolo agglomerato di Vico.
Il borgo dista 5 km dal capoluogo di Colle e poco più di 30 km da Siena.

## Storia
Si ha notizia di Boscona fin dal 1339 in un contratto di vendita di un terreno da parte di «Giuntino del fu Conto da Boscona e Giovanni suo figlio». Fu nel XVI secolo signoria della nobile famiglia Usimbardi, cui apparteneva Usimbardo Usimbardi, primo vescovo di Colle di Val d'Elsa.

## Monumenti e luoghi d'interesse
A Boscona si trova l'oratorio di Sant'Antonio.
Nel limitrofo nucleo di Vico si trova la villa Usimbardi, residenza cinquecentesca della nobile famiglia colligiana. Sempre a Vico, nei pressi della villa, doveva trovarsi sin prima del XIII secolo un oratorio, del quale si è tuttavia persa ogni traccia.